# Prądzew (powiat łęczycki)
Prądzew – wieś w Polsce, położona w województwie łódzkim, w powiecie łęczyckim, w gminie Łęczyca.
Prywatna wieś szlachecka, która od początku XVI w. wchodziła w skład zwartego klucza majątkowego rodziny Szamowskich h. Prus I.
W latach 1975–1998 wieś należała administracyjnie do województwa płockiego.

## Zabytki
Według rejestru zabytków Narodowego Instytutu Dziedzictwa na listę zabytków wpisane są obiekty:
- zespół dworski:
  - dwór, poł. XIX, pocz. XX, nr rej.: A/5 z 14.06.2002
  - park, poł. XIX, nr rej.: 564 z 1.09.1987